# Elecciones generales de Nicaragua de 1990
Las elecciones generales de Nicaragua de 1990 se llevaron a cabo el 25 de febrero para escoger al Presidente de la República y a los 92 miembros de la Asamblea Nacional de Nicaragua. Estas elecciones pusieron fin a la Revolución Sandinista con la victoria de la Unión Nacional Opositora, de tendencia conservadora y derechista, que obtuvo el 55% de los votos, ganando mayoría absoluta en la Asamblea Nacional y llevando a la presidencia a Violeta Chamorro. La participación electoral fue del 86%.

## Antecedentes
Los comicios se convocaron de manera adelantada (originalmente estaban previstas para noviembre) como consecuencia de la insurgencia de los Contras, guerrilla financiada por los Estados Unidos. En 1986 tras el destape del escándalo Irangate, el congreso estadounidense detiene todo presupuesto para la Contra, y esta se ve imposibilitada de mantener su lucha. Mientras, el gobierno Sandinista no podía seguir manteniendo una guerra impopular que había socavado la economía a finales de los años 1980, Nicaragua se quedó sin el apoyo de la Unión Soviética, en pleno colapso político y económico. Bajo los acuerdos de Esquipulas II se buscó una salida política al conflicto que contemplaba la convocatoria de elecciones generales.

## Campaña

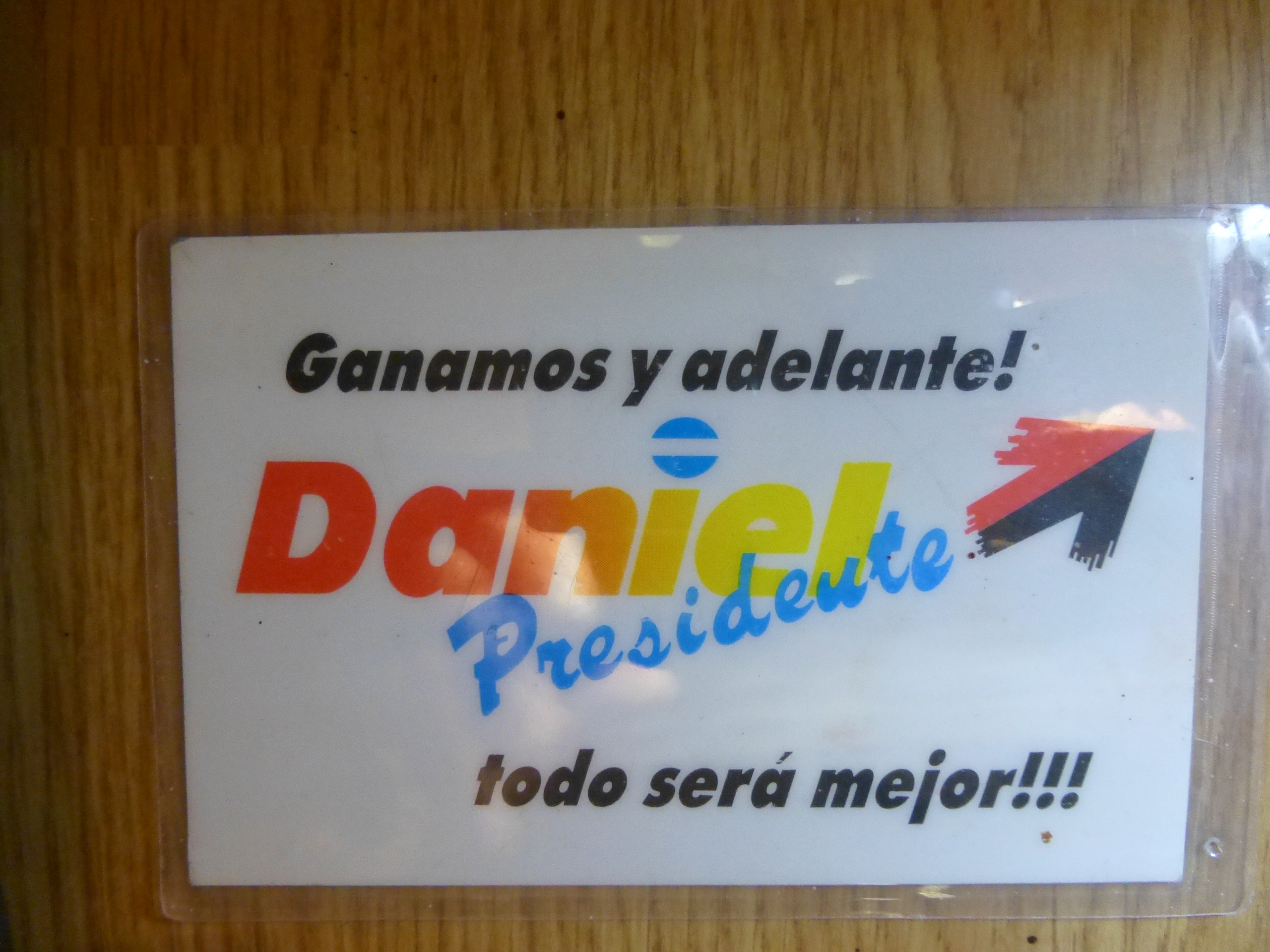
Propaganda electoral del FSLN.

La campaña se inició formalmente en enero, aunque técnicamente había comenzado desde el anuncio de adelanto de las elecciones. La campaña electoral fue dura y controvertida, hubo algunos incidentes entre los partidarios de ambas organizaciones políticas y se confirmó injerencia directa de los Estados Unidos.
A pocos días de terminar las elecciones, las dos principales fuerzas políticas opuestas realizaron sus cierres de campaña. El domingo 18 de febrero de 1990, durante la mañana, se efectuó el cierre de campaña de la UNO en la Plaza de la Revolución  (antes plaza la República), en Managua (el mismo lugar donde se dio la manifestación del 22 de enero de 1967);  Violeta Chamorro, vestida de blanco, fue recibida al entrar a esa plaza con el grito repetitivo de "Violeta, Violeta, Violeta..." y en su discurso dijo la frase: "Las dictaduras del somocismo y el marxismo-leninismo hoy terminaron".
Tres días después, el miércoles 21 de febrero –56 aniversario del asesinato del general Augusto C. Sandino– en la Plaza Parque Carlos Fonseca Amador (actual Plaza de la Fe Juan Pablo II) se dio la manifestación nocturna del FSLN con cerca de medio millón de asistentes. En ella hablaron Daniel Ortega y  Sergio Ramírez Mercado, candidatos a la presidencia y vicepresidencia respectivamente. Los lemas del FSLN eran: El 25 en la 5; Así, así, así se vota aquí y Ganamos todo será mejor, los cuales aparecían en el diario Barricada (órgano de comunicación del FSLN) y El Nuevo Diario.

## Resultados
El 25 de febrero de 1990 se efectuaron las elecciones. Casi todas las encuestas decían que ganaría el FSLN con más de la mitad de los votos, sin embargo en la madrugada del día siguiente 26 de febrero el Consejo Supremo Electoral anunció que la Unión Nacional Opositora ganó con el 54% de los votos (777.522), el FSLN tuvo el 40% (579.886), el Movimiento de Unidad Revolucionaria (MUR) 1,10% (16.751) y el resto los otros partidos 1,9%, o sea 28.816. 
La única  encuesta que acertó el resultado, la única dirigida por un sociólogo, utilizó una modalidad técnica poco usual para incluir el “voto oculto” de los sandinistas que para conseguir la paz tenían la intención de votar por la UNO. Para lograr esto, en la pregunta clave “si las elecciones fueran ahora, ¿por quién votaría?” se usó una urna similar a la que se utilizaría en las elecciones, recreando las mismas condiciones de secreto. Eso permitió registrar el voto oculto y obtuvo un pronóstico acertado: el triunfo de la UNO y de doña Violeta Barrios de Chamorro.

### Presidencial
| Candidato                     | Partido/Alianza                                          | %      | Votos     |
| ----------------------------- | -------------------------------------------------------- | ------ | --------- |
| Violeta Barrios de Chamorro   | Unión Nacional Opositora (UNO)                           | 54.74% | 777,552   |
| Daniel Ortega                 | Frente Sandinista de Liberación Nacional (FSLN)          | 40.82% | 579,886   |
| Erick Ramírez Beneventes      | Partido Social Cristiano (PSC)                           | 1.18%  | 16,751    |
| Issa Moisés Hassan Morales    | Movimiento de Unidad Revolucionaria (MUR)                | 0.78%  | 11,136    |
| Bonifacio Miranda Bengoechea  | Partido Revolucionario de los Trabajadores (PRT)         | 0.60%  | 8,590     |
| Isidro Téllez Toruño          | Movimiento de Acción Popular Marxista-Leninista (MAP ML) | 0.57%  | 8,115     |
| Fernando Bernabé Agüero Rocha | Partido Social Conservador (PSC)                         | 0.41%  | 5,798     |
| Blanca Rojas Echaverry        | Partido Unionista Centroamericano (PUCA)                 | 0.36%  | 5,065     |
| Eduardo Molina Palacios       | Partido Conservador Demócrata de Nicaragua (PCDN)        | 0.32%  | 4,500     |
| Rodolfo Robelo Herrera        | Partido Liberal Independiente de Unidad Nacional (PLIUN) | 0.22%  | 3,151     |
| Total de votos válidos        | Total de votos válidos                                   | 100%   | 1,420,544 |
| Votos en blanco/anulados      | Votos en blanco/anulados                                 | 5.97%  | 90,249    |
| Total de votos/participación  | Total de votos/participación                             | 86.23  | 1,510,838 |
| Votantes registrados          | Votantes registrados                                     | –      | 1,752,088 |
| Población                     | Población                                                | –      | 3,840,610 |

### Legislativo
| Partidos                                                 | Votos     | %      | Escaños |
| -------------------------------------------------------- | --------- | ------ | ------- |
| Unión Nacional Opositora (UNO)                           | 764,748   | 53.88% | 51      |
| Frente Sandinista de Liberación Nacional (FSLN)          | 579,723   | 40.84% | 39      |
| Partido Social Cristiano (PSC)                           | 22,218    | 1.57%  | 1       |
| Movimiento de Unidad Revolucionaria (MUR)                | 13,995    | 0.99%  | 1       |
| Partido Revolucionario de los Trabajadores (PRT)         | 10,586    | 0.75%  | 0       |
| Movimiento de Acción Popular Marxista-Leninista (MAP ML) | 7,643     | 0.54%  | 0       |
| Partido Social Conservatismo (PSC)                       | 6,308     | 0.44%  | 0       |
| Partido Unionista Centroamericano (PUCA)                 | 5,565     | 0.39%  | 0       |
| Partido Conservador Demócrata de Nicaragua (PCDN)        | 5,083     | 0.36%  | 0       |
| Partido Liberal Independiente de Unidad Nacional (PLIUN) | 3,515     | 0.25%  | 0       |
| Total de votos válidos                                   | 1,419,384 | 100%   | 92      |
| Votos en blanco/anulados                                 | 92,723    | 6.13%  | –       |
| Total de votos/participación                             | 1,512,107 | 86.30% | –       |
| Votantes registrados                                     | 1,752,088 | –      | –       |
| Población                                                | 3,840,610 | –      | –       |

## Consecuencias
Tras conocerse los resultados, el presidente Daniel Ortega reconoció públicamente su derrota al felicitar a Violeta Barrios de Chamorro. Dos días después, el 27 de febrero, empezaron las negociaciones entre el FSLN y la UNO con la participación del expresidente de los Estados Unidos Jimmy Carter, João Clemente Baena Soares, representante del Secretario General de la Organización de los Estados Americanos (OEA) y Elliot Richardson, representante del Secretario General de las Naciones Unidas (ONU). 
Entre otras cosas se acordó la permanencia del general Humberto Ortega Saavedra como comandante en jefe del EPS, la reducción de este y el desarme de la Contra; las negociaciones terminaron el 27 de marzo llamándose Protocolo de Transición, por el cual 8 de los 14 partidos de la UNO se negaron a asistir a la toma de posesión. La Resistencia Nicaragüense (RN) (principal grupo Contra) terminó de desarmarse el 27 de junio del mismo año en el municipio de El Almendro del departamento de Río San Juan, ante los delegados de la ONU y la OEA. La UNO quedó con 51 representantes, el FSLN 39 representantes, el MUR 1 y el Partido Social Cristiano (PSC) con 1. La toma de posesión de Violeta Barrios de Chamorro se verificó 2 meses después el 25 de abril del mismo año en el Estadio Rigoberto López Pérez (actualmente Estadio Stanley Cayasso). Al acto asistieron como invitados especiales los presidentes de El Salvador, Panamá y Venezuela Alfredo Cristiani, Guillermo Endara y Carlos Andrés Pérez, respectivamente, el expresidente del gobierno de España, Adolfo Suárez y el canciller, Francisco Fernández Ordóñez, y el Vicepresidente de Estados Unidos Dan Quayle, en representación del entonces presidente George H. W. Bush, quienes fueron abucheados por los partidarios del FSLN en dicho acto.